# 알렉시 길모어

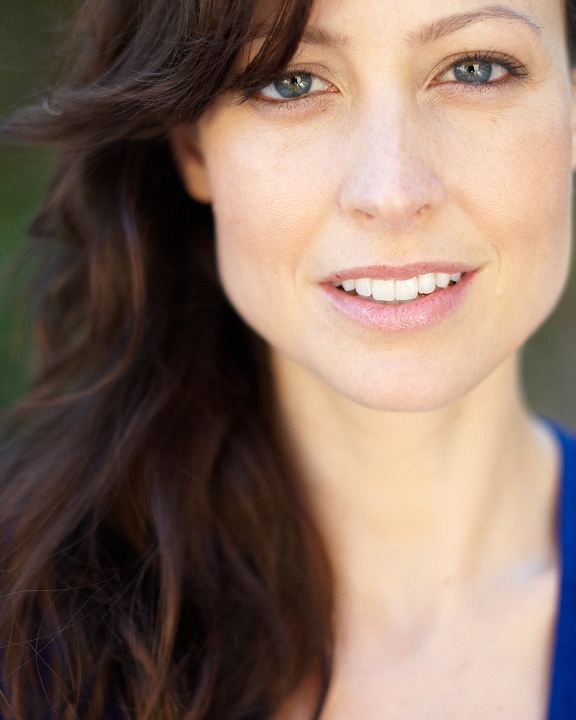
2009년 모습

알렉시 길모어(Alexie Gilmore, 1976년 12월 11일 ~ )는 미국의 배우이다.
맨해튼에서 태어났다.

## 출연 작품

### 영화
- 사랑을 찾아라 (2006, Find Love)
- 악마는 프라다를 입는다 (2006)
- 디센트 (2007)
- 베이비시터 (2007, The Babysitters)
- I Do & I Don't (2007)
- 나의 특별한 사랑 이야기 (2008)
- 헬로우, 서퍼 (2008, Surfer, Dude) - 대니 마틴 역
- 스물 일곱살의 록스타 (2008, The 27 Club) - 애나 역
- Mercy (2009)
- 지상 최고의 아빠 (2009) - 클레어 역
- 브리프 리유니언 (2011, Brief Reunion) - 리아 역
- 페어헤이븐 (2012, Fairhaven) - 앤절라 역
- 세컨드 서브 (2012, 2nd Serve)
- 레이버 데이 (2013)
- 윌로우 크리크 (2013)
- 에스피오나지 투나잇 (2017, Espionage Tonight) - 엘리자베스 역

### 텔레비전
- 레스큐 미 (2005)
- 뉴 암스테르담 (2008)
- 고스트 & 크라임 (2010)
- 고스트 위스퍼러 (2010)
- 번 노티스 (2010)
- 90210 (2013)
- 캐슬 (2014)
- 본즈 (2017)